# Агададашев, Агакерим Ибрагимович
Агададашев, Агакерим Ибрагимович (1 января 1920 — 6 декабря 1994) — табасаранский поэт, прозаик и журналист, редактор, педагог.

## Биография
Агакерим Агададашев родился в селе Зирдаг (ныне Хивский район Дагестана) 1 января 1920 года.
Является автором нескольких поэтических сборников, среди которых сборник стихов  «Письмо сына», сборник рассказов и сказок на табасаранском языке «Повадки Аслана». Работал учителем, на ответственных партийных и советских должностях.
Также являлся редактором газеты «Хивский колхозник»
Награды: орден «За заслуги перед Отечеством» 3 и 4 степеней, орден Трудового Красного Знамени, орден Дружбы народов, орден «Знак Почёта», медали «За доблестный труд в Великой Отечественной войне 1941-1945 гг.», «60 лет Победы в Великой Отечественной войне 1941—1945 гг.», «65 лет Победы в Великой Отечественной войне 1941—1945 гг.»
Скончался 1 ноября 1994 г. в с. Хив, Хивского района.